# SuperCup Women
Der SuperCup Women (offiziell: FIBA SuperCup Women) ist ein Supercup-Vereinswettbewerb im europäischen Damen-Basketball, der vom Kontinentalverband FIBA Europa ausgerichtet wird. 
Der Wettbewerb markiert das Eröffnungsevent des europäischen Basketballkalenders, bei dem traditionell die amtierenden Titelgewinnerinnen der EuroLeague Women und des EuroCup Women aufeinandertreffen.

## Geschichte
Die erste Auflage des SuperCups fand am 20. Oktober 2009 in Widnoje statt und wurde zwischen Spartak Moskau und Galatasaray Istanbul ausgetragen.
In den Jahren 2012 und 2014 wurde der Wettbewerb nicht ausgetragen.
Im Jahr 2015 trafen der Meister und der Vizemeister des EuroCup Women in einem Final-Four Turnier auf den Meister und den Vizemeister der EuroLeague Women. Dabei qualifizierten sich ZVVZ USK Prag und UMMC Ekaterinburg für das SuperCup Finale.
Im Jahr 2020 wurde der Wettbewerb wegen der COVID-19-Pandemie abgesagt.

## Bisherige SuperCup-Gewinnerinnen
| Jahr | EuroLeague Women    | Ergebnis | EuroCup Women           |
| ---- | ------------------- | -------- | ----------------------- |
| 2009 | Spartak Moskau      | 92:59    | Galatasaray             |
| 2010 | Spartak Moskau      | 70:61    | Athinaikos              |
| 2011 | Perfumerias Avenida | 95:72    | Elitzur Ramla           |
| 2013 | UMMC Ekaterinburg   | 72:63    | Dynamo Moskau           |
| 2015 | ZVVZ USK Prag       | 93:91    | UMMC Ekaterinburg       |
| 2016 | UMMC Ekaterinburg   | 66:63    | ESB Villeneuve-d'Ascq   |
| 2017 | Dynamo Kursk        | 84:73    | Yakın Doğu Üniversitesi |
| 2018 | UMMC Ekaterinburg   | 79:40    | Galatasaray             |
| 2019 | UMMC Ekaterinburg   | 87:67    | Nadezhda Orenburg       |
| 2021 | UMMC Ekaterinburg   | 66:73    | Valencia BC             |
| 2022 | Sopron Basket       | 44:65    | Tango Bourges           |
| 2023 | Fenerbahçe          | 109:52   | LDLC ASVEL Feminin      |
| 2024 | Fenerbahçe          | 79:63    | Beşiktaş JK             |